# Alastuwo (Kebakkramat)
Alastuwo is een bestuurslaag in het regentschap Karanganyar van de provincie Midden-Java, Indonesië. Alastuwo telt 6619 inwoners (volkstelling 2010).